# North English
North English és una població dels Estats Units a l'estat d'Iowa. Segons el cens del 2000 tenia 991 habitants.

## Demografia
Segons el cens del 2000, North English tenia 991 habitants, 408 habitatges, i 255 famílies. La densitat de població era de 683,3 habitants/km².
Dels 408 habitatges en un 28,2% hi vivien nens de menys de 18 anys, en un 50,5% hi vivien parelles casades, en un 9,8% dones solteres, i en un 37,3% no eren unitats familiars. En el 33,6% dels habitatges hi vivien persones soles el 17,6% de les quals corresponia a persones de 65 anys o més que vivien soles. El nombre mitjà de persones vivint en cada habitatge era de 2,29 i el nombre mitjà de persones que vivien en cada família era de 2,94.
Per edats la població es repartia de la següent manera: un 22,5% tenia menys de 18 anys, un 7% entre 18 i 24, un 24,4% entre 25 i 44, un 18,2% de 45 a 60 i un 28% 65 anys o més.
L'edat mediana era de 42 anys. Per cada 100 dones de 18 o més anys hi havia 77,4 homes.
La renda mediana per habitatge era de 32.639 $ i la renda mediana per família de 43.162 $. Els homes tenien una renda mediana de 31.480 $ mentre que les dones 23.563 $. La renda per capita de la població era de 16.158 $. Entorn del 5,9% de les famílies i el 8,2% de la població estaven per davall del llindar de pobresa.

## Poblacions més properes
El següent diagrama mostra les poblacions més properes.